# Алакаевка (Ульяновская область)
Алакаевка — село в Новоспасском районе Ульяновской области. Входит в состав Коптевское сельское поселение.

## География
Находится на берегах реки Рачейка на расстоянии примерно 19 километров по прямой на северо-восток от районного центра поселка Новоспасское.

## История
В 1913 году в сельце было 200 дворов, 1451 житель, часовня и школа. В 1990-е годы работал коопхоз «Алакаевский». 

## Население
Население составляло 428 человек в 2002 году (русские 93%), 354 по переписи 2010 года.